# Hazim Šabanović
Hazim Šabanović (1. listopadu 1916 Poriječani, okres Visoko, Bosna a Hercegovina – 22. března 1971 Istanbul, Turecká republika) byl bosenskohercegovský osmanista a historik bosňáckého původu.

## Život
V roce 1935 dokončil Gazi Husrev-begovu medresu v Sarajevu. Následně mez lety 1936 a 1940 studoval na Vyšší islámské šarí‘atsko-teologické škole. Po jejím absolvování pracoval jako prefekt středoškolského internátu. Na podzim 1941 získal místo justičního čekatele u šarí‘atského soudu, ale toto místo na podzim roku 1942 opustil, aby se věnoval práci v Zemském muzeu v Sarajevu. V něm působil jako pomocný kustod do konce roku 1945. Během druhé světové války také vyučoval arabštinu a turečtinu na několika středních školách.
Po skončení války působil jako archivář Městského národního výboru v Sarajevu, kde se podílel na uspořádání Archivu města Sarajeva. Od roku 1948 pracoval jako knihovník a archivář na Právnické fakultě, která se posléze stala součástí Univerzity v Sarajevu. Roku 1950 přešel do nově otevřeného Orientálního ústavu v Sarajevu. O dva roky později byl jmenován odborným asistentem ústavu. Od podzimu 1953 do roku 1957 byl dán k dispozici Filozofické fakultě Univerzity v Bělehradě, kde vyučoval turecký jazyk a osmanskou diplomatiku. V roce 1956 na stejné bělehradské fakultě získal doktorát. Roku 1962 byl jmenován vědeckým radou domovského ústavu.
Dlouhodobě přispíval periodika Prilozi za orijentalnu filologiju (Příspěvky k orientální filologii), vydávaného Orientálním ústavem. Od roku 1958 byl jeho hlavním redaktorem a od roku 1969 také odpovědným redaktorem.
Šabanović zemřel náhle během badatelského pobytu v Istanbulu, kde sbíral materiál pro svou knihu Književnost bosanskih Muslimana na orijentalnim jezicima (Literatura bosenských Muslimů psaná orientálními jazyky).

## Dílo

### Monografie a rozsáhlejší práce
- Gramatika turskog jezika s vježbenicom, čitankom i rječnikom (Mluvnice tureckého jazyka s cvičebnicí, čítankou a slovníkem, Sarajevo 1944)
- Šemsu-l-ulema Hadži Mehmed ef. Handžić (Sarajevo 1944)
- Evlija Čelebi: Putopis (Evliya Çelebi: Cestopis, Sarajevo 1954, 2 sv., 1957, 2 sv., 1967, 1973, 1979, 1996, jako výběr z překladu: Sarajevo 1998, 2012), neúplný překlad cestopisu, převedeny jen pasáže věnované jihoslovanským zemím
- Bosanski pašaluk (Bosenský pašalík, Sarajevo 1959, 1982)
- Krajište Isa-bega Ishakovića – Zbirni katastarski popis iz 1455. godine (Krajina Isa-bega Ishakoviće – Berní rula z roku 1455, Sarajevo 1964)
- Književnost Muslimana BiH na orijentalnim jezicima (Literatura Muslimů Bosny a Hercegoviny psaná orientálními jazyky, Sarajevo 1973), bibliografie
- Enciklopedija Jugoslavije (2 Bje-Crn) (Encyklopedie Jugoslávie, Zagreb 1982)

### Edice pramenů
- Turski izvori o srpskoj revoluciji 1804, Knj. 1, Spisi Carske kancelarije 1789–1804 (Turecké prameny o srbské revoluci z roku 1804. Kn. 1, Písemnosti Císařské kanceláře z let 1789–1804, Bělehrad 1956)
- Turski izvori za istoriju Beograda. Knj. 1, sv. 1, Katastarski popisi Beograda i okline 1476–1566 (Turecké prameny k dějinám Bělehradu. Kn. 1., sv. 1., Soupisy půdy v Bělehradě a jeho okolí v letech 1476–1566, Bělehrad 1964)
- Krajište Isa-bega Ishakovića: zbirni katastarski popis iz 1455. godine (Hranice Isa-bega Ishakoviće: úhrnný soupis půdy z roku 1455)